# Voo LAN Chile 87
O voo LAN Chile 87 foi um voo comercial da aeronave Caravelle Nº502 que decolou em 12 de novembro de 1969 do Aeroporto El Tepual em Puerto Montt com destino ao Aeródromo Los Cerrillos em Santiago. Foi sequestrado em pleno voo por dois jovens chilenos que, armados e sob ameaças, pediram ao piloto e sua tripulação que desviassem a rota e os levassem à ilha de Cuba.

## Desenvolvimento
O contexto do sequestro se situa no final da década de 1960, onde os controles de segurança dos passageiros nos aeroportos latino-americanos não eram tão rigorosos, nem as tecnologias de hoje. Os autores, descritos pela imprensa da época como os primeiros piratas aéreos da história do Chile, foram identificados como Pedro Lenín Valenzuela Bravo, de 19 anos, e Omar Marcelo Vásquez, de 20 anos, ambos registrados como militantes das Juventudes Comunistas do Chile (JJ. CC.) que haviam renunciado à organização política antes do crime. O piloto, uma vez que a cabine foi tomada pelos sequestradores sob a mira de armas, conseguiu fazer um pouso de emergência no Aeroporto Internacional Cerro Moreno, em Antofagasta, planejando uma nova rota e informando as autoridades aeronáuticas sobre uma “situação particular” ocorrida no avião, que os faria fazer uma escala posterior no aeroporto de Lima, no Peru, onde, de acordo com as negociações que a tripulação conseguiu com os sequestradores, poderiam carregar mais combustível para chegar a Cuba e desembarcar o resto dos passageiros, a fim de mantê-los seguros no solo e evitar futuras baixas. Após a decolagem de Antofagasta, uma “falha técnica” foi relatada pelo piloto, que o fez retornar ao aeroporto de Antofagasta. Os sequestradores conseguiram ser reduzidos durante o retorno do Comandante da Cabine, Leonidas Medina, junto com seu engenheiro de voo, Marcelo Cadena, podendo retomar o controle da aeronave e pilotá-la de volta à capital chilena.

## Resultado
De volta a Santiago, o avião, que foi escoltado por dois helicópteros pertencentes ao Grupo Nº10 da Segunda Brigada Aérea, assim que as autoridades sobre o sequestro foram notificadas. Quando a aeronave pousou, a polícia entrou a bordo para assumir o controle da máquina e proceder à prisão dos autores do sequestro, dando início a um tiroteio em que um dos sequestradores foi morto, ficando gravemente ferido e posteriormente morrendo no caminho ao hospital, de acordo com a reportagem do The New York Times da época. Além disso, entre as outras vítimas feridas, foram contados um tripulante de cabine e dois policiais.